# Tverrelvdalen
Tverrelvdalen är en tätort i Alta kommun i Finnmark fylke i norra Norge. Orten ligger vid fylkesväg 7992, cirka 13 kilometer sydöst om kommunens centralort Alta.